# 蜚公进士第
蜚公进士第位于中国江西省景德镇市浮梁县勒功乡沧溪村，建于明代。

## 建筑
蜚公进士第为徽派建筑，坐北朝南，面积160平方米，包括门罩、天井、正堂、后天井、厢房、阁楼，木雕精美 。

## 保护
2018年3月9日，蜚公进士第公布为第六批江西省文物保护单位，编号6-3-167。